# Drassodes gilvus
Drassodes gilvus är en spindelart som beskrevs av Albert Tullgren 1910. Drassodes gilvus ingår i släktet Drassodes och familjen plattbuksspindlar. Inga underarter finns listade i Catalogue of Life.